# Barbara Sass
Barbara Sass-Zdort (Lodz, 14 de octubre de 1936–Varsovia, 2 de abril de 2015) fue una guionista y directora de cine polaca. En 1975 se graduó en la Escuela Nacional de Cine, Televisión y Teatro en Lodz. Se casó con el director de fotografía Wiesław Zdort. Es la madre del famoso abogado Pawel Zdort (Weil, Gotshal & Manges LPP, y Rymarz Zdort) y del periodista Dominik Zdort (TVP).

## Filmografía
- 1956 : Praca realizatora filmowego w dekoracji. Część III (corto documental)
- 1956 : Chcemy wiedzieć (corto documental)
- 1957 : Sycylia (corto documental)
- 1958 : Moneta (cortometraje)
- 1973 : Ostatni liść (TV), acreditada Barbara Sass-Zdort
- 1974 : Dziewczyna i gołębie (TV)
- 1976 : Obrazki z życia (segmento The Writer)
- 1978 : Wejście w nurt (TV)
- 1980 : Bez miłości
- 1982 : Debiutantka
- 1983 : Krzyk
- 1986 : Rajska jabłoń
- 1986 : Dziewczęta z Nowolipek
- 1988 : W klatce
- 1990 : Historia niemoralna
- 1993 : Pajęczarki
- 1993 : Tylko strach (TV)
- 1995 : Pokuszenie
- 1999 : Jak narkotyk
- 2001 : W imieniu diabła

## Premios y distinciones
- Premio FIPRESCI (1980,1996),[2]
- Premio a la mejor ópera prima en el Festival de Cine de Gdynia (1980),[3][4]
- Premio Krzysztof Kieślowski Beyond Borders del Festival de cine polaco de Nueva York (2012).